# Línea 6 (Tranvía de Amberes)

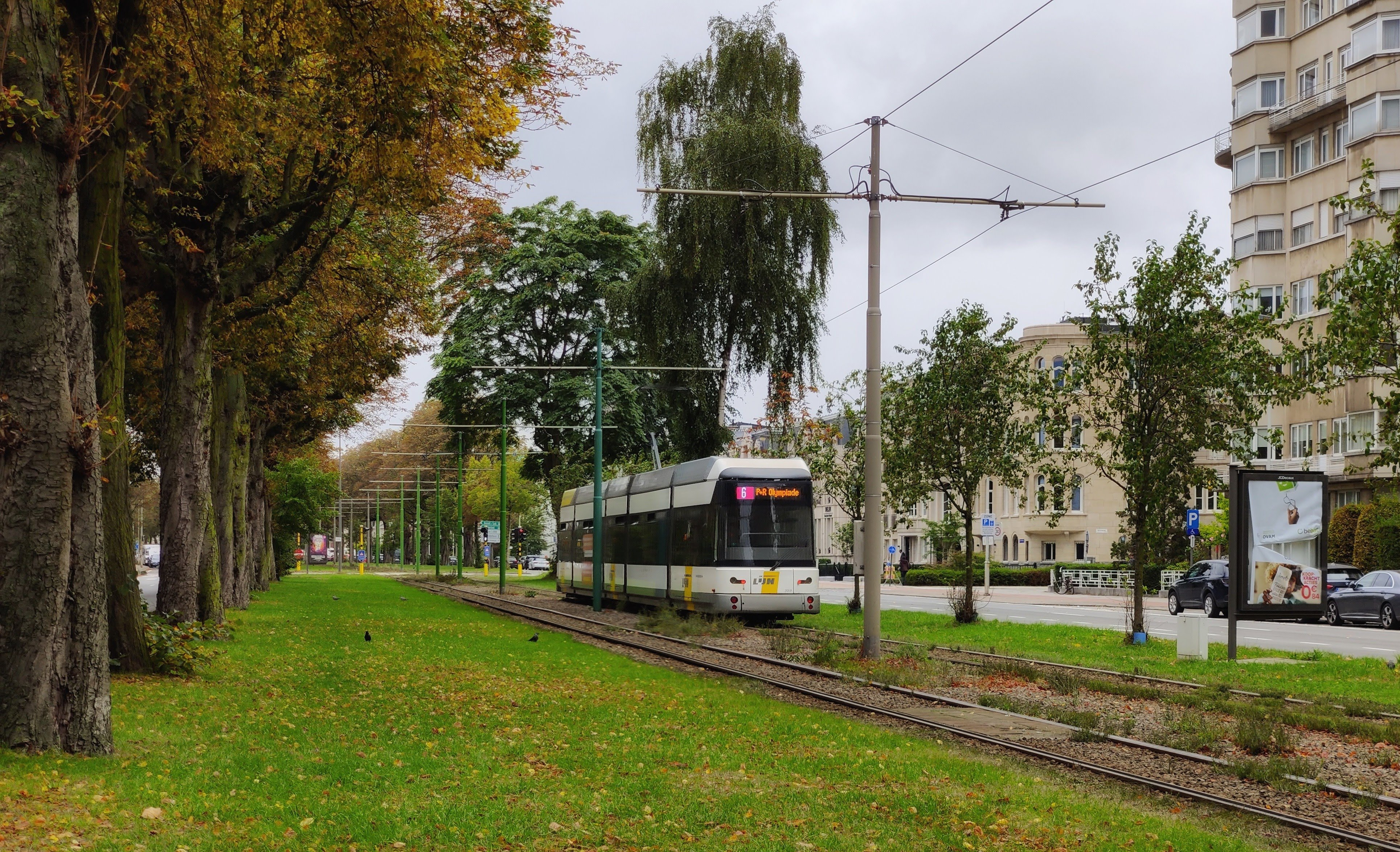
Linea 6 en Jan van Rijswijcklaan hacia P+R Olympiade

La línea 6 del Tranvía de Amberes es una línea que une Luchtbal con Olympiade, ambos en la ciudad de Amberes, Bélgica.
En la sección del premetro, discurre entre las estaciones de Schijnpoort y Van Eeden.

## Historia
Inicialmente, esta línea conectaba Stuivenberg con Bolivarplaats.
En 1938, la línea se convirtió en una línea de trolebús.
En el año 2007, para reducir los atascos, se creó una nueva línea de tranvía: la 6.
El 3 de junio de 2017, se extendió hasta Luchtbal.

## Estaciones
|  |   |  | Estación         | Municipio | Correspondencia |  |
|  | - |  | ---------------- | --------- | --------------- |  |
|  | • |  | P+R Luchtbal     | Amberes   |                 |  |
|  | • |  | Dublin           | Amberes   |                 |  |
|  | • |  | Luchtbal Kerk    | Amberes   |                 |  |
|  | • |  | Kinepolis        | Amberes   |                 |  |
|  | • |  | Luchtbal         | Amberes   |                 |  |
|  | • |  | Lambrechtshoeken | Amberes   |                 |  |
|  | • |  | Bredabaan        | Amberes   |                 |  |
|  | • |  | Gasthuisgoeve    | Amberes   |                 |  |
|  | ■ |  | Sport            | Amberes   |                 |  |
|  | ■ |  | Schijnpoort      | Amberes   |                 |  |
|  | ■ |  | Handel           | Amberes   |                 |  |
|  | ■ |  | Elisabeth        | Amberes   |                 |  |
|  | ■ |  | Astrid           | Amberes   |                 |  |
|  | ■ |  | Diamant          | Amberes   |                 |  |
|  | ■ |  | Plantin          | Amberes   |                 |  |
|  | • |  | Lange Leemstraat | Amberes   |                 |  |
|  | • |  | Harmonie         | Amberes   |                 |  |
|  | • |  | Provinciehuis    | Amberes   |                 |  |
|  | • |  | Markgravelei     | Amberes   |                 |  |
|  | • |  | deSingel         | Amberes   |                 |  |
|  | • |  | Antwerp Expo     | Amberes   |                 |  |
|  | • |  | Volhardingstraat | Amberes   |                 |  |
|  | • |  | Olympiade        | Amberes   |                 |  |
|  | • |  | P+R Olympiade    | Amberes   |                 |  |
|  | • |  | Kruishof         | Amberes   |                 |  |

## Futuro
No hay ampliaciones previstas.